# Indian Creek (Sibun River)
Der Indian Creek ist ein Zufluss des Sibun River in Belize.

## Geographie
Der Fluss hat eine Länge von ca. 36 km. Er entspringt in den Nordost-Ausläufern der Maya Mountains im Nordwesten der Hummingbird Community im Stann Creek District, etwa 1,5 km entfernt vom Hummingbird Highway. Von dort fließt er nach Norden und verlässt nach acht Kilometern den Stann Creek District. Er bildet von dort bis zu seiner Mündung die Grenze zwischen den Distrikten Cayo und Belize. Rechts des Flusslaufs liegt der Ort Bird Walk.
Von links mündet der Yaha Creek in den Indian Creek. In der Nähe von Frank’s Eddy, St. Matthew’s und Mahogany Heights mündet der Fluss dann in den Sibun River, der selbst bei Ferguson Bank, südlich von Belize City in das Karibische Meer mündet.
Das Land entlang des Flusses war bis ins 20. Jahrhundert völliger Urwald, aber besonders im Quellgebiet und an der Mündung in der Nähe der Highways ist in den vergangenen Jahrzehnten viel Holz geschlagen worden zur Anlage von landwirtschaftlichen Flächen und Plantagen. Besonders die Anlage der Mennoniten-Kolonie Bird Walk 2011 führte zu umfangreichen Rodungen.
Das Gebiet im Stann Creek District gehört zum Manatee Forest Reserve. Der Mittellauf liegt im Bereich des Five-Blues-Lake-Nationalparks. An der Mündung reicht der Fluss wieder an das Manatee Forest Reserve heran.